# Ulvetanna
Ulvetanna (norska, betyder Vargtanden) är en bergstopp i Antarktis. Den ligger i ett område av Östantarktis som Norge gör anspråk på. Toppen ligger 2 931 meter över havet, och är den högsta punkten i området.
Terrängen runt Ulvetanna är kuperad åt sydväst, men åt nordost är den platt.